# Regeringen Carlsson I
Regeringen Carlsson I var den första regeringen i Sverige med Ingvar Carlsson (S) som Sveriges statsminister. Regeringen tillträdde 13 mars 1986 och avgick i februari 1990. Epoken var under en högkonjunktur. Bakgrunden till tillträdandet av denna regering var mordet på statsminister Olof Palme 28 februari 1986; enligt Regeringsformen skall samtliga statsråd entledigas av talmannen om statsministern avlider (RF 6:9).
Denna regering genomförde en reform av skattesystemet. Reformen innebar dels att endast kommunalskatt skulle betalas i de flesta inkomstlägen, dels en enhetlig skatt på kapitalinkomster. Under dessa år inträffade också två mycket uppmärksammade politiska affärer: Ebbe Carlsson-affären samt Boforsaffären.

## Regeringens tillträde
Under tiden efter att Olof Palme blivit mördad på kvällen 28 februari 1986 hade regeringen Palme II suttit kvar som expeditionsministär under dittillsvarande vice statsministern Ingvar Carlssons ledning. Den 12 mars valdes Carlsson, som kort efter mordet utsetts till ny partiledare för Socialdemokraterna, av riksdagen till statsminister med 178 ja-röster. 159 ledamöter avstod från att rösta och 12 var frånvarande.
Den nya regeringen tillträdde i konselj 13 mars. Frånsett statsministerposten var regeringen Carlsson I så gott som helt identisk med regeringen Palme II. Dock övertog energiminister Birgitta Dahl nu även miljöfrågorna, som hört till Ingvar Carlssons ansvarsområde i den tidigare regeringen.
Efter Palmemordet rådde under ett par månaders tid en anda av nationell enighet och flera hotande arbetsmarknadskonflikter fick en lösning under april 1986.

## Statsråd
* Statsminister eller departementschef
| Titel                                 | Namn                 | Namn                    | Tillträdde           | Avgick               | Parti                |                      |                      |                      |                      |
| Statsrådsberedningen                  | Statsrådsberedningen | Statsrådsberedningen    | Statsrådsberedningen | Statsrådsberedningen | Statsrådsberedningen | Statsrådsberedningen | Statsrådsberedningen | Statsrådsberedningen | Statsrådsberedningen |
| ------------------------------------- | -------------------- | ----------------------- | -------------------- | -------------------- | -------------------- | -------------------- | -------------------- | -------------------- | -------------------- |
| Statsminister                         |                      | Ingvar Carlsson*        | 13 mars 1986         | 27 februari 1990     | Socialdemokraterna   |                      |                      |                      |                      |
| Justitiedepartementet                 |                      |                         |                      |                      |                      |                      |                      |                      |                      |
| Justitieminister                      |                      | Sten Wickbom*           | 13 mars 1986         | 19 oktober 1987      | Socialdemokraterna   |                      |                      |                      |                      |
| Justitieminister                      |                      | Anna-Greta Leijon*      | 19 oktober 1987      | 7 juni 1988          | Socialdemokraterna   |                      |                      |                      |                      |
| Justitieminister                      |                      | Thage G. Peterson*      | 7 juni 1988          | 30 september 1988    | Socialdemokraterna   |                      |                      |                      |                      |
| Justitieminister                      |                      | Ingvar Carlsson (t.f.)* | 30 september 1988    | 4 oktober 1988       | Socialdemokraterna   |                      |                      |                      |                      |
| Justitieminister                      |                      | Laila Freivalds*        | 4 oktober 1988       | 27 februari 1990     | Socialdemokraterna   |                      |                      |                      |                      |
| Utrikesdepartementet                  |                      |                         |                      |                      |                      |                      |                      |                      |                      |
| Utrikesminister                       |                      | Sten Andersson*         | 13 mars 1986         | 27 februari 1990     | Socialdemokraterna   |                      |                      |                      |                      |
| Biståndsminister                      |                      | Lena Hjelm-Wallén       | 13 mars 1986         | 27 februari 1990     | Socialdemokraterna   |                      |                      |                      |                      |
| Utrikeshandelsminister                |                      | Mats Hellström          | 13 mars 1986         | 10 oktober 1986      | Socialdemokraterna   |                      |                      |                      |                      |
| Utrikeshandelsminister                |                      | Anita Gradin            | 10 oktober 1986      | 27 februari 1990     | Socialdemokraterna   |                      |                      |                      |                      |
| Försvarsdepartementet                 |                      |                         |                      |                      |                      |                      |                      |                      |                      |
| Försvarsminister                      |                      | Roine Carlsson*         | 13 mars 1986         | 27 februari 1990     | Socialdemokraterna   |                      |                      |                      |                      |
| Socialdepartementet                   |                      |                         |                      |                      |                      |                      |                      |                      |                      |
| Socialminister                        |                      | Gertrud Sigurdsen*      | 13 mars 1986         | 29 januari 1989      | Socialdemokraterna   |                      |                      |                      |                      |
| Socialminister                        |                      | Sven Hulterström*       | 29 januari 1989      | 11 januari 1990      | Socialdemokraterna   |                      |                      |                      |                      |
| Socialminister                        |                      | Ingela Thalén*          | 11 januari 1990      | 27 februari 1990     | Socialdemokraterna   |                      |                      |                      |                      |
| Familje- och handikappminister        |                      | Bengt Lindqvist         | 13 mars 1986         | 27 februari 1990     | Socialdemokraterna   |                      |                      |                      |                      |
| Finansdepartementet                   |                      |                         |                      |                      |                      |                      |                      |                      |                      |
| Finansminister                        |                      | Kjell-Olof Feldt*       | 13 mars 1986         | 16 februari 1990     | Socialdemokraterna   |                      |                      |                      |                      |
| Finansminister                        |                      | Odd Engström*           | 16 februari 1990     | 27 februari 1990     | Socialdemokraterna   |                      |                      |                      |                      |
| Löne- och konsumentminister           |                      | Bengt K.Å. Johansson    | 13 mars 1986         | 4 oktober 1988       | Socialdemokraterna   |                      |                      |                      |                      |
| Budgetminister                        |                      | Odd Engström            | 4 oktober 1988       | 16 februari 1990     | Socialdemokraterna   |                      |                      |                      |                      |
| Utbildningsdepartementet              |                      |                         |                      |                      |                      |                      |                      |                      |                      |
| Utbildningsminister                   |                      | Lennart Bodström*       | 13 mars 1986         | 29 januari 1989      | Socialdemokraterna   |                      |                      |                      |                      |
| Utbildningsminister                   |                      | Bengt Göransson*        | 29 januari 1989      | 27 februari 1990     | Socialdemokraterna   |                      |                      |                      |                      |
| Skolmininster                         |                      | Bengt Göransson         | 13 mars 1986         | 29 januari 1989      | Socialdemokraterna   |                      |                      |                      |                      |
| Skolmininster                         |                      | Göran Persson           | 29 januari 1989      | 27 februari 1990     | Socialdemokraterna   |                      |                      |                      |                      |
| Kulturminister                        |                      | Bengt Göransson         | 13 mars 1986         | 27 februari 1990     | Socialdemokraterna   |                      |                      |                      |                      |
| Jordbruksdepartementet                |                      |                         |                      |                      |                      |                      |                      |                      |                      |
| Jordbruksminister                     |                      | Svante Lundkvist*       | 13 mars 1986         | 10 oktober 1986      | Socialdemokraterna   |                      |                      |                      |                      |
| Jordbruksminister                     |                      | Mats Hellström*         | 10 oktober 1986      | 27 februari 1990     | Socialdemokraterna   |                      |                      |                      |                      |
| Idrotts-, turism- och ungdomsminister |                      | Ulf Lönnqvist           | 10 oktober 1986      | 4 oktober 1988       | Socialdemokraterna   |                      |                      |                      |                      |
| Minister för nordiskt samarbete       |                      | Svante Lundkvist*       | 13 mars 1986         | 10 oktober 1986      | Socialdemokraterna   |                      |                      |                      |                      |
| Minister för nordiskt samarbete       |                      | Ulf Lönnqvist           | 10 oktober 1986      | 4 oktober 1988       | Socialdemokraterna   |                      |                      |                      |                      |
| Minister för nordiskt samarbete       |                      | Mats Hellström*         | 4 oktober 1988       | 27 februari 1990     | Socialdemokraterna   |                      |                      |                      |                      |
| Miljö- och energidepartementet        |                      |                         |                      |                      |                      |                      |                      |                      |                      |
| Miljö- och energiminister             |                      | Birgitta Dahl*          | 13 mars 1986         | 27 februari 1990     | Socialdemokraterna   |                      |                      |                      |                      |
| Industridepartementet                 |                      |                         |                      |                      |                      |                      |                      |                      |                      |
| Industriminister                      |                      | Thage G. Peterson*      | 13 mars 1986         | 30 september 1988    | Socialdemokraterna   |                      |                      |                      |                      |
| Industriminister                      |                      | Ingvar Carlsson (t.f.)* | 30 september 1988    | 4 oktober 1988       | Socialdemokraterna   |                      |                      |                      |                      |
| Industriminister                      |                      | Ivar Nordberg*          | 4 oktober 1988       | 11 januari 1990      | Socialdemokraterna   |                      |                      |                      |                      |
| Industriminister                      |                      | Rune Molin*             | 11 januari 1990      | 27 februari 1990     | Socialdemokraterna   |                      |                      |                      |                      |
| Bostadsdepartementet                  |                      |                         |                      |                      |                      |                      |                      |                      |                      |
| Bostadsminister                       |                      | Hans Gustafsson*        | 13 mars 1986         | 4 oktober 1988       | Socialdemokraterna   |                      |                      |                      |                      |
| Bostads- och idrottsminister          |                      | Ulf Lönnqvist*          | 4 oktober 1988       | 27 februari 1990     | Socialdemokraterna   |                      |                      |                      |                      |
| Arbetsmarknadsdepartementet           |                      |                         |                      |                      |                      |                      |                      |                      |                      |
| Arbetsmarknadsminister                |                      | Anna-Greta Leijon*      | 13 mars 1986         | 19 oktober 1987      | Socialdemokraterna   |                      |                      |                      |                      |
| Arbetsmarknadsminister                |                      | Ingela Thalén*          | 19 oktober 1987      | 11 januari 1990      | Socialdemokraterna   |                      |                      |                      |                      |
| Arbetsmarknadsminister                |                      | Mona Sahlin*            | 11 januari 1990      | 27 februari 1990     | Socialdemokraterna   |                      |                      |                      |                      |
| Jämställdhetsminister                 |                      | Anita Gradin            | 13 mars 1986         | 10 oktober 1986      | Socialdemokraterna   |                      |                      |                      |                      |
| Jämställdhetsminister                 |                      | Anna-Greta Leijon*      | 10 oktober 1986      | 19 oktober 1987      | Socialdemokraterna   |                      |                      |                      |                      |
| Jämställdhetsminister                 |                      | Ingela Thalén*          | 19 oktober 1987      | 29 januari 1989      | Socialdemokraterna   |                      |                      |                      |                      |
| Jämställdhetsminister                 |                      | Maj-Lis Lööw            | 29 januari 1989      | 27 februari 1990     | Socialdemokraterna   |                      |                      |                      |                      |
| Invandrarminister                     |                      | Anita Gradin            | 13 mars 1986         | 10 oktober 1986      | Socialdemokraterna   |                      |                      |                      |                      |
| Invandrarminister                     |                      | Georg Andersson         | 10 oktober 1986      | 29 januari 1989      | Socialdemokraterna   |                      |                      |                      |                      |
| Invandrarminister                     |                      | Maj-Lis Lööw            | 29 januari 1989      | 27 februari 1990     | Socialdemokraterna   |                      |                      |                      |                      |
| Kommunikationsdepartementet           |                      |                         |                      |                      |                      |                      |                      |                      |                      |
| Kommunikationsminister                |                      | Sven Hulterström*       | 13 mars 1986         | 29 januari 1989      | Socialdemokraterna   |                      |                      |                      |                      |
| Kommunikationsminister                |                      | Georg Andersson*        | 29 januari 1989      | 27 februari 1990     | Socialdemokraterna   |                      |                      |                      |                      |
| Civildepartementet                    |                      |                         |                      |                      |                      |                      |                      |                      |                      |
| Civilminister                         |                      | Bo Holmberg*            | 13 mars 1986         | 4 oktober 1988       | Socialdemokraterna   |                      |                      |                      |                      |
| Civilminister                         |                      | Bengt K.Å. Johansson*   | 4 oktober 1988       | 27 februari 1990     | Socialdemokraterna   |                      |                      |                      |                      |
| Kyrkominister                         |                      | Bo Holmberg*            | 13 mars 1986         | 4 oktober 1988       | Socialdemokraterna   |                      |                      |                      |                      |
| Kyrkominister                         |                      | Margot Wallström        | 4 oktober 1988       | 27 februari 1990     | Socialdemokraterna   |                      |                      |                      |                      |
| Konsument- och ungdomsminister        |                      | Margot Wallström        | 4 oktober 1988       | 27 februari 1990     | Socialdemokraterna   |                      |                      |                      |                      |

1. ↑  Miljö- och energidepartementet bildades 1 januari 1987. Dessförinnan tjänstgjorde miljö- och energi ministern i Industridepartementet.

## Riksdagsvalet 1988
Några månader före valet 1988 enades Folkpartiet, Moderaterna och Centerpartiet om ett beskattat vårdnadsbidrag på 15 000 kronor per barn och år. Kostnader för barnomsorg upp till samma belopp skulle vara avdragsgilla vid deklarationen. Sammanlagt skulle de borgerliga vallöftena kosta 8 miljarder kronor. Socialdemokraterna lovade istället att under en treårsperiod förlänga föräldraförsäkringen från 9 till 18 månader, vilket skulle kosta 5,5 miljarder kronor. I sitt valmanifest lovade socialdemokraterna också "Under valperioden lagstiftas om en sjätte semestervecka. Denna reform genomförs stegvis".
Vid valet förlorade Socialdemokraterna tre mandat men VPK fick två nya mandat och regeringens möjligheter att få igenom sina propositioner försämrades inte.

## Regeringens politik

### Utrikespolitik
Den 14–17 april 1986 gjorde statsministern ett officiellt besök i Moskva. Syftet var bland annat att diskutera den svensk-sovjetiska gränstvisten i Östersjön där den exakta gränsdragningen hade varit en tvistefråga sedan slutet av 1960-talet. Båda parter ville dra gränsen mitt i Östersjön men det rådde oenighet om vad som var mitt i Östersjön. Det omtvistade området mätte 13 500 km². Sverige ville räkna med en mittlinje mellan Gotland och Baltikum medan Sovjetunionen ville räkna med en mittlinje räknat från det svenska fastlandet. Det sovjetiska förslaget skulle ge en gränslinje precis öster om Gotland.
I januari 1988 kom Sovjetunionens regeringschef Nikolaj Ryzjkov på officiellt besök till Stockholm. Bland de punkter som togs upp var bland annat gränstvisten. Denna löstes på så sätt att Sverige fick 75 % och Sovjetunionen fick 25 % av det omtvistade området. Vissa övergångsregler för fisket skulle gälla i tjugo år.
Under mitten av 1986 uppkom en debatt om att Sverige skulle införa en fullständig handelsbojkott mot Sydafrika. Danmark och Norge hade redan förklarat sin avsikt att införa bojkott. Detta förslag hade stöd av Centerpartiet, Folkpartiet, SSU, det socialdemokratiska kvinnoförbundet, Broderskapsrörelsen och KDS. Import av jordbruksvaror hade redan förbjudits från 1 januari 1986. Statsminister Carlsson ville dock invänta ett beslut om sanktioner i FN:s säkerhetsråd. Den 12 mars 1987 beslutades att införa en fullständig handelsbojkott mot Sydafrika och Namibia från den 1 juli 1987.
I maj 1988 reste Carlsson runt i flera av EG:s huvudstäder (Madrid, Bryssel, Bonn och London) för att förklara Sveriges inställning till EG. Carlssons linje var att Sverige skulle samarbeta på alla områden utom vad gäller säkerhetspolitiken men att den svenska neutraliteten uteslöt ett svenskt medlemskap.
Under början av 1988 besökte utrikesminister Sten Andersson Syrien, Jordanien och Israel. Den 6 december 1988 kom PLO:s ordförande Yassir Arafat på officiellt besök till Stockholm. Arafat förklarade vid besöket att han erkände Israels rätt att existera och fördömde terror som vapen.

I november 1989 besökte utrikesminister Sten Andersson Baltikum och uttalade då att Baltikum inte var ockuperat av Sovjetunionen. Uttalandet fick hård kritik i Sverige. I sin självbiografi försvarade dock Andersson detta uttalande och menade att Baltikum var annekterat, och att detta, ur folkrättslig synpunkt, var annorlunda än en ockupation. I sitt första maj-tal 1990 uttryckte likafullt statsminister Carlsson sitt och den svenska arbetarrörelsens stöd för de baltiska folkens rätt till självbestämmande, liksom tidigare den östeuropeiska omvandlingsprocessen som helhet:
| ” | Vi lever i en hoppfull tid. Världen är inte längre uppdelad i Öst och i Väst, i kallt krig med ständig upprustning. Spänningarna mellan stormaktsblocken minskar. Frihet och demokrati vinner terräng. I Östeuropa har i land efter land ett folkligt, fredligt, uppror kastat kommunismens diktatur över ända. /... / I Baltikum hoppas människorna på frihet och demokrati. Demonstrationsdeltagare. Vi stödjer helhjärtat de baltiska folkens krav på självbestämmande. | „ |

### Politiska affärer
1987 blev de politiska affärernas år: I mars avslöjades Boforsaffären, det vill säga att Bofors hade mutat sig till en stororder i Indien. På natten mellan den 5 och 6 oktober 1987 rymde den livstidsdömde spionen Stig Bergling vid en permission. Den kritik som uppkom ledde till att justitieminister Sten Wickbom avgick den 19 oktober. Under hela året var utredningen om Palmemordet ständigt aktuell, till exempel att länspolismästaren Hans Holmér tvingades avgå.
Den 1 juni 1988 utbröt Ebbe Carlsson-affären när tidningen Expressen avslöjade att förläggaren Ebbe Carlsson haft en roll i utredningen av Palmemordet och uppmärksamheten ledde till att justitieminister Anna-Greta Leijon avgick den 7 juni.

### Miljöpolitik
Strax före julen 1985 lovade energiminister Birgitta Dahl att lägga fram en plan för avvecklingen av svensk kärnkraft fram till 1995. När Tjernobylolyckan inträffade 1986 tillsatte regeringen en expertkommitté för att utreda de säkerhetsmässiga konsekvenserna. Regeringen bjöd också in de andra partierna om överläggningar för att få till stånd en bred uppgörelse om hur avvecklingen skulle ske. Den 12 februari 1987 stod det klart att en bred uppgörelse inte var möjlig. Dagen efter förklarade miljöminister Dahl att regeringen hade för avsikt att inleda avvecklingen mellan 1990 och 1997. I början av 1987 lade regeringen en proposition där den förklarade sin avsikt att stänga den första reaktorn 1993-1995 och den andra 1994-1996.
Under början av 1988 preciserade regeringen det sistnämnda: den första reaktorn skulle tas ur bruk 1995 och den andra 1996. Dessa två reaktorer skulle vara en vid kärnkraftverket i Barsebäck och en vid kärnkraftverket i Ringhals. Miljöministern förklarade att detta beslut var "oåterkalleligt". Beslutet var dock omdiskuterat även inom det socialdemokratiska partiet och genom en trepartiöverenskommelse mellan socialdemokraterna, Folkpartiet och Centerpartiet revs detta beslut upp 1991. Kärnkraftsavvecklingen försvårades också av att riksdagen efter en moderat motion 1988 beslöt om ett nationellt koldioxidtak - utsläppen av koldioxid fick inte öka vilket uteslöt att kärnkraftsel ersattes av oljekondensverk eller kolkraftverk.

### Familjepolitik
Under februari 1986 hade regeringen hållit överläggningar med den borgerliga oppositionen med syfte att få till stånd en uppgörelse om familjepolitiken med bland annat höjda barnbidrag och förlängd föräldraförsäkring. Moderaterna lämnade överläggningarna tidigt och den 28 februari lämnade även Centerpartiet och Folkpartiet. Under de kommande månaderna kunde dock regeringen få igenom en proposition med stöd av Centerpartiet och VPK. Bland annat höjdes barnbidraget från 400 kr/månad till 485 kr/månad.

### Ekonomisk politik
| Statsbudgetens saldo                                            | Statsbudgetens saldo | Statsbudgetens saldo | Statsbudgetens saldo |
| Budgetår                                                        | Inkomster            | Utgifter             | Budgetsaldo          |
| --------------------------------------------------------------- | -------------------- | -------------------- | -------------------- |
| 1986/87                                                         | 268 648              | 332 575              | -48 927              |
| 1987/88                                                         | 308 903              | 345 847              | -36 943              |
| 1988/89                                                         | 341 400              | 353 308              | -11 900              |
| 1989/90                                                         | 374 900              | 374 947              | +423                 |
| 1990/91                                                         | 407 900              | 408 300              | -368                 |
| Belopp i miljoner kronor: Källa:Årsboken När Var Hur, 1987-1991 |                      |                      |                      |

| Inflation och arbetslöshet | Inflation och arbetslöshet | Inflation och arbetslöshet |
| År | Inflation                  | Arbets- löshet             |
| --- | -------------------------- | -------------------------- |
| 1982 | 8,6                        | 3,2                        |
| 1983 | 8,9                        | 3,5                        |
| 1984 | 8,0                        | 3,1                        |
| 1985 | 7,4                        | 2,8                        |
| 1986 | 4,2                        | 2,7                        |
| 1987 | 4,2                        | 2,1                        |
| 1988 | 5,8                        | 1,7                        |
| 1989 | 6,4                        | 1,5                        |
| 1990 | 10,4                       | 1,6                        |
| 1991 | 9,5                        | 3,0                        |
| Källa:SCB, "Konsumentprisindex (KPI) årsmedeltal totalt", omräknat i procent () samt "Sysselsättning och arbetslöshet 1976-2004" () Måttet att mäta arbetslöshet förändrades 1987 vilket gör att siffrorna inte är helt jämförbara. |                            |                            |

Sedan 1950-talet hade den svenska kreditmarknaden varit reglerad. Bankerna hade ett utlåningstak som begränsade hur mycket pengar de kunde låna ut. Genom fast växelkurs skulle en låg inflation med prisstabilitet uppnås.
Den 21 november 1985 avreglerades delar av riksbankens kontrollsystem över bankerna, som nu kunde låna ut obegränsat med pengar till konsumenterna (se novemberrevolutionen). Detta bidrog i sin tur till en låneledd konsumtionsökning. Konsumtionen användes naturligtvis delvis till importvaror och utlandsresor vilket påverkade utrikeshandelsnettot negativt och höjde räntorna. Även det minskade sparandet höjde räntorna. Skattesystemet gynnade lån till bostadsbyggande medan höga inflationsförväntningar och en realränta vid eller under 0 procent missgynnade den som ville spara.
Under början av 1986 stod det klart att regeringen hade lyckats i föresatsen att kombinera låg arbetslöshet med låg inflation. Arbetslösheten under 1986 var 2,7 % och inflationen januari 1986 - januari 1987 3,4 %. Den låga inflationen hade dock i första hand orsaker utanför Sverige: importvarorna blev billigare vilket i sin tur berodde på lägre oljepriser.
I mitten av 1986 presenterades den utredning om realränteskatt som VPK hade krävt för att gå med på regeringens ekonomiska åtgärdspaket under andra halvan av 1984. Realränteskatten var en slags förmögenhetsskatt på pensionskapitalet i livförsäkringsbolagen. Dessa bolag hade placerat pengar i högräntebärande statspapper och som en följd av den sjunkande räntan hade dessa blivit mycket lönsamma. Förslaget fick dock kritik av flera remissinstanser och den 12 september beslutade finansminister Feldt att i stället införa en engångsskatt på pensionsförvaltande livförsäkringsbolag, som skulle betala 5 % av sitt värde vid utgången av 1986. Detta beräknades ge 15-20 miljarder och avkastningen skulle användas för att höja pensionen för pensionärer med låg inkomst. De borgerliga partierna kritiserade förslaget hårt och lagrådet avstyrkte förslaget.  Den 16 december beslutade riksdagen att införa skatten. Regeringens proposition fick stöd av VPK.
Den 22 maj 1986 gick 9 000 medlemmar i SACO ut i strejk. SACO varslade också om strejk för ytterligare 7 000 personer från den 2 juni. Arbetsgivarverket varslade om lockout för 40 000 SACO-anslutna lärare från 2 juni. Lärarna hotade då med att inte skriva ut vårbetyg till eleverna och den 31 maj drogs lockoutvarslet tillbaka. Strejkerna fortsatte under september-oktober och när löneavtalet skrev på i november innebar det att den offentliga sektorns lönekostnader ökade med 9 %.
När finansministern presenterade budgetpropositionen i januari 1987 visade den ett budgeterat underskott i statsbudgeten på 37 miljarder kronor. Underskottet var också på väg nedåt på grund av de ekonomiskt goda tiderna. Det minskade budgetunderskottet berodde inte på lägre utgifter utan på högre inkomster genom löneskatter och moms.
Underskottet i statens finanser för 1987/1988 blev slutligen endast 16 miljarder kronor. Svenskarnas disponibla inkomst ökade med 2,5 % medan den privata konsumtionen ökade med 4,5 %.
1988–1989 gick den svenska ekonomin in i en fas av överhettning. Den höga sysselsättningen och det progressiva skattesystemet gjorde att staten till och med fick ett litet budgetöverskott. Under denna fas hade Sverige högre inflation än omvärlden, lägre arbetslöshet och fick försämrad konkurrenskraft. Högkonjunkturen kunde inte bemötas med att Riksbanken höjde räntan eftersom i ett system med fast växelkurs används räntan för att försvara valutakursen, inte för att nå ett inflationsmål eller påverka konjunkturen. Denna sida av en fast växelkurs blev tydlig när Riksbanken höjde marginalräntan till 500 procent under lågkonjunkturen 1992.
1987 tillsattes flera utredningar om ett nytt skattesystem. Enligt direktiven skulle det nya skattesystemet innebära att marginalskatterna sänktes, att skattebasen ökade genom fler indirekta skatter och det skulle bli mer lönsamt att spara pengar. Sommaren 1989 var dessa klara. Enligt utredningen om inkomstskatten skulle 90 procent av svenskarna inte betala statlig inkomstskatt. Endast för inkomster över 200 000 kronor/år skulle en statlig skatt på 20 % utgå. Genom förslagen skulle inkomstskatten minska med 63 miljarder vilket fullt ut skulle kompenseras genom höjda indirekta skatter.
Under andra halvan av 1989 förhandlade regeringen med de andra partierna om hur det nya skattesystemet skulle se ut. Moderaterna lämnade snabbt förhandlingarna eftersom de inte kunde få igenom att det totala skatteuttaget skulle minska. Även Centerpartiet deltog länge i förhandlingarna men valde till slut att dra sig ur. Under förhandlingarna ville statsminister Carlsson att den statliga skatten skulle vara 25 % istället för 20 %. Efter förhandlingar mellan regeringen och Folkpartiet ändrades istället brytpunkten för statlig skatt till 180 000 kronor/år i en överenskommelse kallad "Århundradets skattereform". I december 1989 klubbades det nya skattesystemet av socialdemokraterna och Folkpartiet i riksdagen och började gälla från den 1 januari 1990.
Den 25 april 1989 föreslog finansministern i regeringens tilläggsproposition höjd moms, höjda arbetsgivaravgifter, slopade mjölksubventioner och höjda alkohol- och tobaksskatter, men alla andra riksdagspartier sade nej. I en debattartikel i Dagens Nyheter föreslog Centerpartiets partiledare Olof Johansson istället ett tvångssparande. De två partierna inledde förhandlingar och den 23 maj presenterades uppgörelsen: alla privatpersoner skulle tvångsspara ett belopp motsvarande 3 % av slutskatten och el- och oljeskatterna höjs liksom barnbidraget. De pengar som "sparades" 1989 skulle återbetalas 1992. Under andra halvan av 1989 undantogs folkpensionärerna från tvångssparandet. Det fanns ingen nedre beloppsgräns vilket innebar att även sommarjobbande ungdomar fick tvångsspara.

#### Lönestoppet 1990
Med anledning av det ekonomiska läget bjöd regeringen in arbetsmarknadens parter till samtal på Haga slott i början av februari 1990 om löneavtalen för de kommande åren. Regeringen ville att parterna skulle förbinda sig att inte låta lönerna höjas för att kompensera löntagarna för de prishöjningar som orsakades av skattereformen. SAF ville dock inte förbinda sig och Kommunalarbetareförbundets ordförande Lillemor Arvidsson gjorde klart att de tänkte kräva kompensation för skattereformen.
I stället kontaktade SAF:s ordförande Ulf Laurin statsministern och föreslog att regeringen med lagstiftning skulle frysa lönerna för 1990 och 1991. SAF skulle i så fall godta prisstopp och stopp för aktieutdelningar
Den 8 februari 1990 föreslog regeringen
- lönestopp under 1990 och 1991 med fredsplikt, det vill säga tillfälligt strejkförbud[2]
- prisstopp
- stopp för aktieutdelningar
- stopp för kommunala skattehöjningar 1991
- arbetsgivarperiod i sjukförsäkringen för de första 14 dagarna
- investeringsavgift för byggande i storstäderna
- höjning av strejkböterna från 200 kronor till 5 000 kronor

Genom lönestoppet ville man sätta stopp för höga lönelyft som i sin tur höjde inflationstakten. Genom prisstoppet och stopp för aktieutdelningar ville man göra lönestoppet acceptabelt. Stoppet för kommunala skattehöjningar motiverades med att det befarades att den sänkta statliga inkomstskatten 1991 skulle locka kommunerna att då höja kommunalskatten. De höjda strejkböterna motiverades med att beloppet inte hade höjts sedan 1928 och att en höjning krävdes för att kunna upprätthålla fredsplikten. Investeringsavgiften föreslogs för att dämpa högkonjunkturen inom byggsektorn i främst Stockholm. Kostnaden för sjukförsäkringen hade stigit kraftigt i flera år, därför ansågs det motiverat att också sjösätta en reform inom det området.
Regeringen hade gjort klart att LO:s ledning med Stig Malm och Leif Blomberg godkände förslagen. Dagarna efter utbröt dock en storm av protester, särskilt mot den påbjudna fredsplikten, att det inte skulle vara möjligt att strejka. Den 15 februari debatterades regeringens proposition i riksdagen och statsministern gjorde klart att regering ställde kabinettsfråga, den skulle avgå om den inte fick igenom förslagen. Trots detta röstade riksdagen emot förslagen med 190 röster mot 153.
Senare på kvällen stod det också klart att finansministern Kjell-Olof Feldt lämnade politiken. Enligt hans biografi Alla dessa dagar... hade beslutet växt fram under flera månader. Feldt kände olust inför den ekonomiska politik som regeringen förde, att i högkonjunktur "elda på" med en expansiv finanspolitik: en sjätte semestervecka och utbyggd föräldraförsäkring. De löne- och prisregleringar som regeringen nu föreslog ansåg han vara "teoretiskt orimligt och praktiskt omöjligt" (s. 459).

## Regeringens avgång
Omedelbart efter att riksdagen röstat nej till propositionen om lönestopp lämnade Ingvar Carlsson in sin avskedsansökan till talman Thage G. Peterson. Talmannen entledigade statsministern och övriga statsråd. Efter samråd med riksdagspartiernas partiledare stod det klart att det helt saknades förutsättningar för att få till stånd en ny regering på grundval av de partier som fällt regeringen Carlssons förslag. Talmannen uppdrog då åt Carl Bildt (m) att sondera förutsättningarna för att bilda en borgerlig trepartiregering. Två dagar senare gav Carl Bildt talmannen besked om att det inte fanns förutsättningar för att bilda en sådan regering. Talmannen uppdrog därför åt Ingvar Carlsson att sondera möjligheterna att bilda en regering. Tre dagar senare förklarade Ingvar Carlsson att han var beredd att åta sig att bilda en socialdemokratisk regering.
Fredagen den 23 februari 1990 föreslog talmannen i ett anförande riksdagen "att till statsminister utse Ingvar Carlsson, som avser att bilda regering bestående av företrädare för arbetarepartiet-socialdemokraterna". Förslaget bordlades.
Talmannens förslag prövades den 26 februari. Före omröstningen avgavs röstförklaringar av Carl Bildt, Bengt Westerberg (fp), Olof Johansson (c), Lars Werner (vpk), Inger Schörling (mp) och Jan Bergqvist (s). Av dessa framgick att Socialdemokraterna och Vänsterpartiet kommunisterna avsåg att rösta ja till talmannens förslag medan Moderata samlingspartiet och Folkpartiet skulle rösta nej till förslaget.
Moderaterna ansåg att regeringen skulle ha utlyst nyval. Innebörden av talmannens förslag var enligt Moderaterna i realiteten att statsministern återtog sin avskedsansökan. Moderaterna menade att en bättre lösning var möjlig. Vidare ansåg partiet det olämpligt att, utan att några förändringar av parlamentarisk betydelse hade skett, till ny statsminister utse den person som nyligen avgått. Moderaterna skulle därför rösta nej, vilket först och främst var "ett ja till ett nyval men också ett nej till att en statsminister som avgått får återkomma som om ingenting hänt". Carl Bildt framhöll också att det var en konstitutionell tradition att inte ägna sig åt partipolitisk polemik i samband med röstförklaringarna inför omröstningen om ny statsminister.
Även Folkpartiet menade att Ingvar Carlsson borde ha utlyst nyval. Bengt Westerberg uttalade att regeringskrisen "framstår som ett stycke absurd teater i vilken många har tvingats spela med". I detta ställningstagande låg ingen värdering av Ingvar Carlssons personliga lämplighet för uppgiften eller av den politik som den nya regeringen kunde komma att föra. Centerpartiet och Miljöpartiet de Gröna avsåg att lägga ned sina röster. Olof Johansson betonade att det parlamentariska läget var oförändrat sedan valet 1988. Vidare framhöll han att regeringen "avgick frivilligt sedan propositionen om allmänt lönestopp och strejkförbud avslagits. Regeringen var sålunda inte tvingad att avgå." Olof Johansson menade att regeringen kunde ha utlyst extra val i stället för att avgå, men hade avhänt sig den möjligheten. Centerpartiet hade i första hand föreslagit "en tidsbegränsad samlingsregering för att lösa den uppkomna krisen". Förslaget hade emellertid inte prövats. I linje med partiets ställningstaganden 1982 och 1986 skulle Centerpartiet i det föreliggande läget avstå i omröstningen, eftersom talmannens förslag framstod som det enda möjliga i det uppkomna läget. Det innebar dock inte något ställningstagande till den politik som den kommande regeringen avsåg att föra.
Inger Schörling uttalade att Miljöpartiet förutsatte "att det som skett inte har varit ett spel för gallerierna". Vidare menade hon att det vore rimligt att statsministerkandidaten redogjorde för sitt regeringsprogram före omröstningen. Partiet beklagade att grundlagen inte uppställde detta krav. Miljöpartiet skulle lägga ned sina röster i voteringen, vilket inte skulle ses som ett ställningstagande till den politik som skulle komma att föras av den nya regeringen. Lars Werner hänvisade till att valutgången 1988 skapade en majoritet i riksdagen bestående av socialdemokrater och vpk. Det var därför naturligt att regeringen baserades på detta parlamentariska underlag. Lars Werner framhöll också att partiet under sonderingarna inför regeringsbildningen inte hade träffat någon allmän uppgörelse om den kommande politiken.
Vid omröstningen avgavs 175 ja-röster (s och vpk) och 101 nej-röster (m och fp), medan 59 ledamöter (c och mp) avstod från att rösta. Riksdagen hade alltså godkänt talmannens förslag och utsett Ingvar Carlsson till statsminister. Talmannen utfärdade samma dag på riksdagens vägnar förordnande för statsministern.
Den 27 februari 1990 tillträdde Regeringen Carlsson II.

## Statssekreterare
- Statsrådsberedningen: Kjell Larsson
- Utrikesdepartementet: Pierre Schori (kabinettssekreterare), Carl Johan Åberg, Bengt Säve-Söderbergh, Michael Sohlman
- Justitiedepartementet: Harald Fälth, Sten Heckscher
- Försvarsdepartementet: Per Borg, Jan Nygren
- Socialdepartementet: Monica Andersson, Sture Korpi, Anders Lönnberg
- Kommunikationsdepartementet: Ulf Dahlsten, Gunnel Färm
- Finansdepartementet: Ulf Göransson, Jan O. Karlsson, Erik Åsbrink, Gunnar Lund
- Utbildningsdepartementet: Sverker Gustavsson, Gunnar Svensson, Anitra Steen
- Jordbruksdepartementet: Ulf Lönnqvist, Bernt Carlsson, Bo Jonsson, Sven Dahlin, Michael Sohlman, Lars Strandberg
- Arbetsmarknadsdepartementet: Ulf Westerberg, Jonas Widgren, Bo Göransson, Gerd Engman
- Bostadsdepartementet: Bengt Owe Birgersson, Lars Strandberg
- Industridepartementet: Rolf Annerberg, Jan Carling, Lars Ljung, Olof Rydh
- Civildepartementet: Sören Ekström, Gerd Engman, Ulf Göransson, Jan Nygren
- Miljö- och energidepartementet: Rolf Annerberg